# 洞溪乡
洞溪乡，是中华人民共和国湖南省张家界市慈利县下辖的一个乡镇级行政单位。

## 行政区划
洞溪乡下辖以下地区：
洞溪村、炭棚村、金竹村、兰溪村、大浒村、乐庄村、保安村、大田村、马公坪村、张三溪村、郝溪村、安理村和田家村。